# درجة حرارة الإقفال
في التأريخ الإشعاعي، درجة حرارة الإقفال أو درجة حرارة الحجب تشير إلى درجة حرارة النظام في الوقت الذي يعطيه تاريخ الإشعاع. وفي المصطلح المادي درجة حرارة الإقفال هي درجة الحرارة التي تم فيها تبريد النظام بحيث لم يعد هناك أي انتشار كبير للنظائر الأصلية أو الوليدة خارج النظام وفي البيئة الخارجية. قدمت الصيغة الرياضية الأولية لهذا المفهوم في ورقة أساسية من قبل مارتن إتش. دودسون، «درجة حرارة الإغلاق في نظم التبريد الجيوكرونولوجي والبترولوجي» في مجلة مساهمات في علم المعادن وعلم البترول عام 1973، مع بعض التحسينات لصياغة تجريبية صالحة للاستعمال من قبل علماء آخرين في السنوات اللاحقة. تتفاوت درجة الحرارة هذه بصورة عامة بين المعادن المختلفة، كما تختلف تبعا للذرات الأصلية والوليدة التي يتم دراستها وهي تحدد مادة معينة ونظام متساوي الخصائص.